# Filocala (protovestiário)
Filocala (em grego medieval: Φιλοκάλης; romaniz.: Philokáles) foi um oficial bizantino do século X, cujo prenome é desconhecido.

## Vida

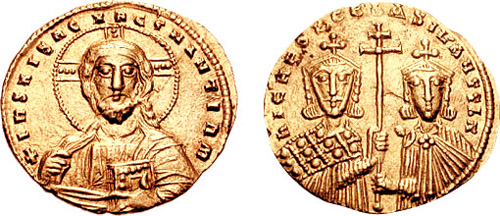
Histameno de r. e r.

É citado numa novela do imperador Basílio II (r. 976–1025) datada de janeiro de 996 como exemplo de proprietário de aberrantes grandes propriedades. Diz-se que originalmente era um simples aldeão, que como os outros, tinha uma propriedade modesta dentro da comunidade de sua aldeia, pagando seu imposto sobre ela. Com o tempo, porém, iniciou sua carreira e tornou-se sucessivamente hebdomário, cetonita e protovestiário, tornando-se senhor de toda a aldeia e transformando-a em sua propriedade pessoa, a ponto de mudar seu nome.
Quando Basílio passou pela zona descrita, os aldeões empobrecidos reclamaram de seu comportamento e o imperador destruiu suas casas e devolveu aos aldeões sua antiga terra, deixando-lhe apenas a terra pela qual pagava impostos antes de sua expansão; Filocala novamente tornou-se um simples aldeão (corita). A localização de sua propriedade é incerta, mas dada a referência a uma expedição de Basílio contra os Império Búlgaro é provável que estivesse situada na península balcânica. Além disso, se pensa que Filocala era eunuco.